# Joaquín Fonseca
Joaquín Fonseca (Aramil, Siero, Astúries, 10 de desembre de 1822 - Àvila, Espanya, 18 de gener de 1890) fou un religiós pertanyent a l'Orde dels Predicadors.
Ingressà al Col·legi dels Dominics Missioners d'Àsia d'Ocaña amb divuit anys, a Toledo, on feu el noviciat, i professà el 6 de desembre del 1841. L'any següent se n'anà a les Filipines, on acabà els estudis. Fou ordenat sacerdot el desembre del 1844 i es graduà en teologia el 1847 i en filosofia el 1851. Tornà a Espanya el 1847 i fou nomenat regent d'estudis i professor de teologia al Col·legi d'Ocaña, tasca que també dugué a terme al convent de Sant Tomàs d'Àvila. Tornà a Manila de nou el 1878, on ocupà el càrrec de rector i canceller de la Universitat Sant Tomàs fins al 1880, any en què tornà definitivament a Espanya. Fou un gran defensor de les tesis de sant Tomàs d'Aquino, del qual defensà una correcta interpretació públicament, en un intens intercanvi de correspondència amb Menéndez Pelayo.